# Wersau

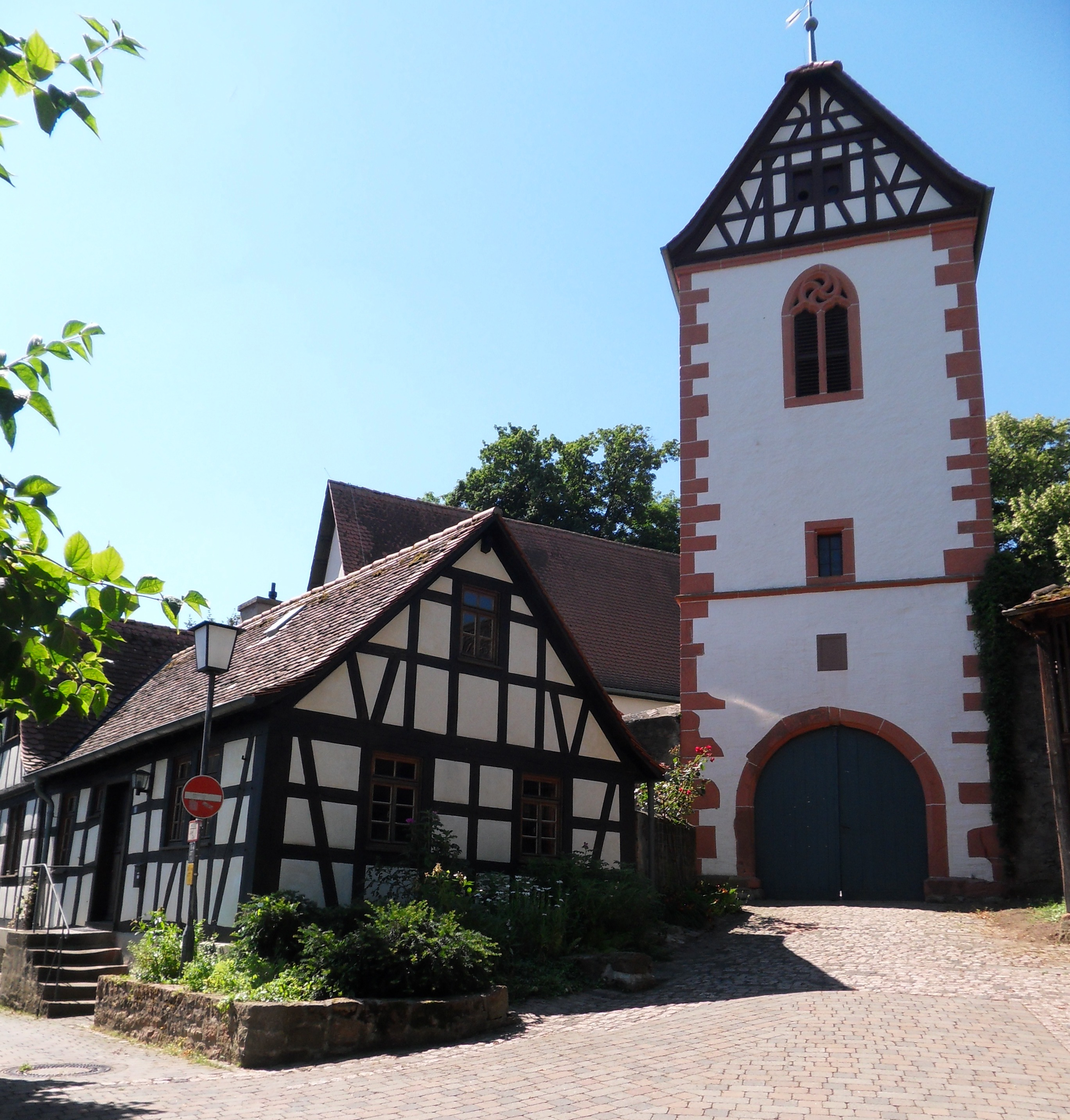
Tor- und Glockenturm der Wehrkirche, daneben das kleine Fachwerkhäuschen Pfarrberg 11

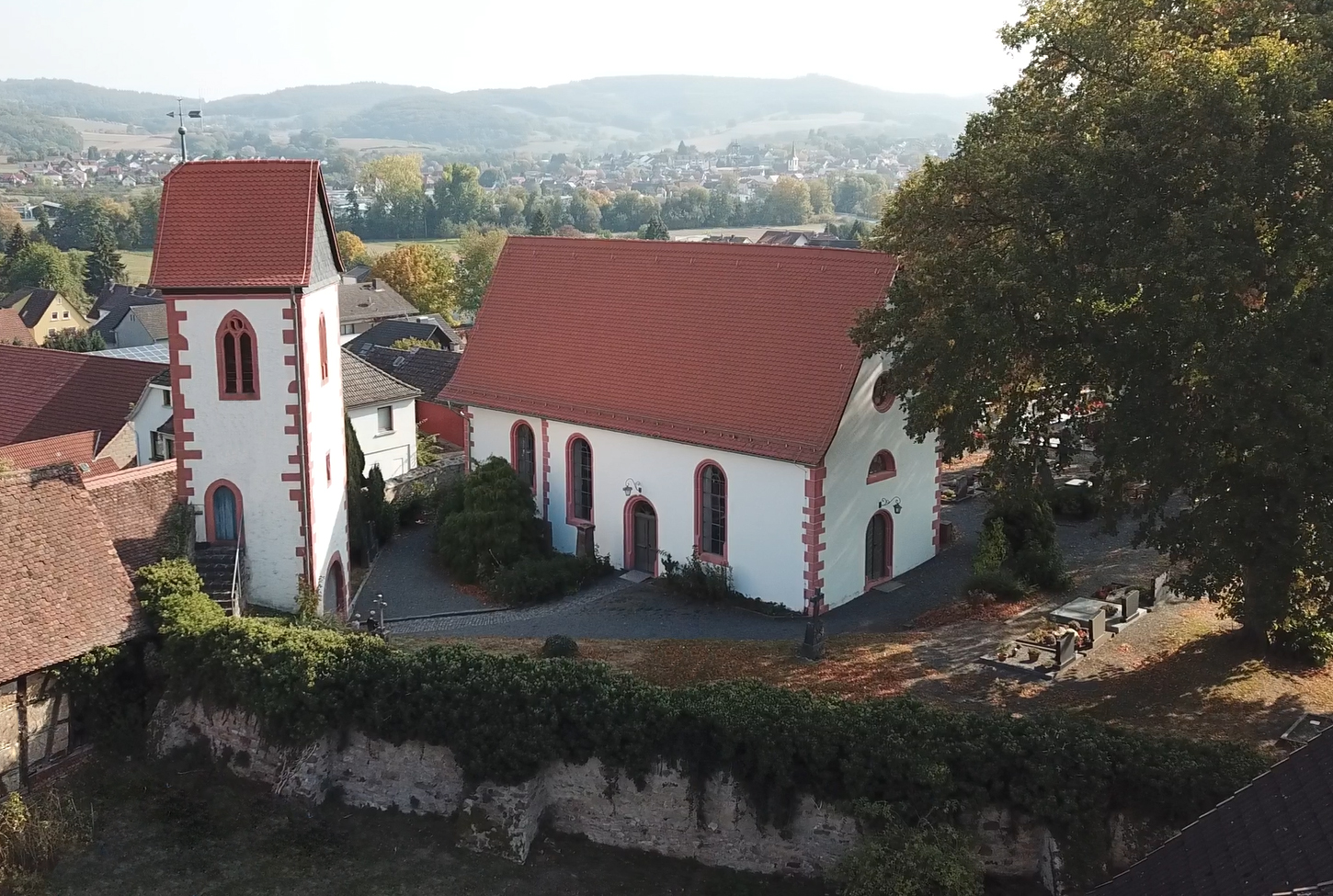
Historischer Wehrkirchenkomplex in Wersau.

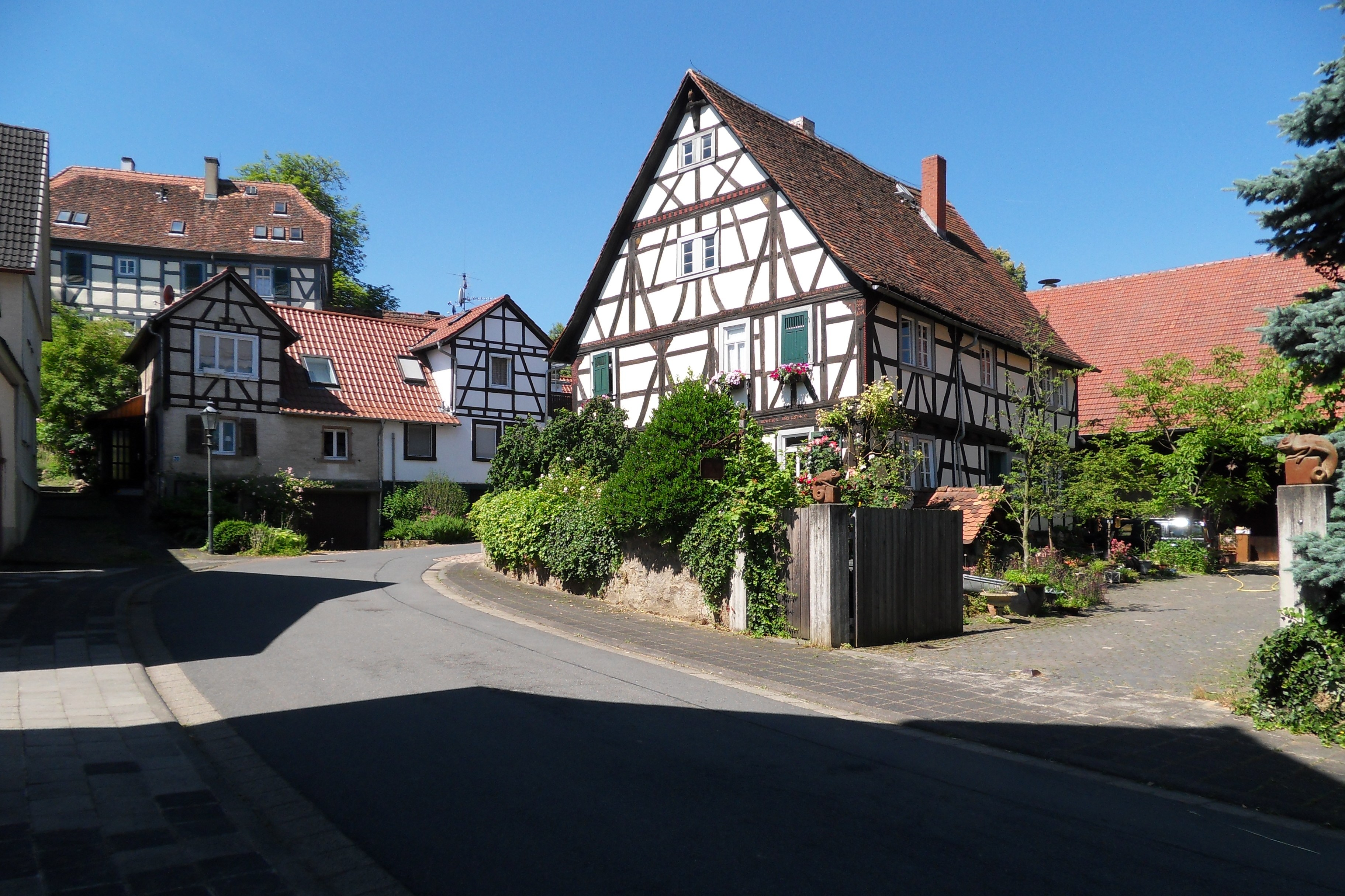
Die Schulstraße und das älteste Fachwerkhaus Wersaus, erbaut im Jahr 1614.

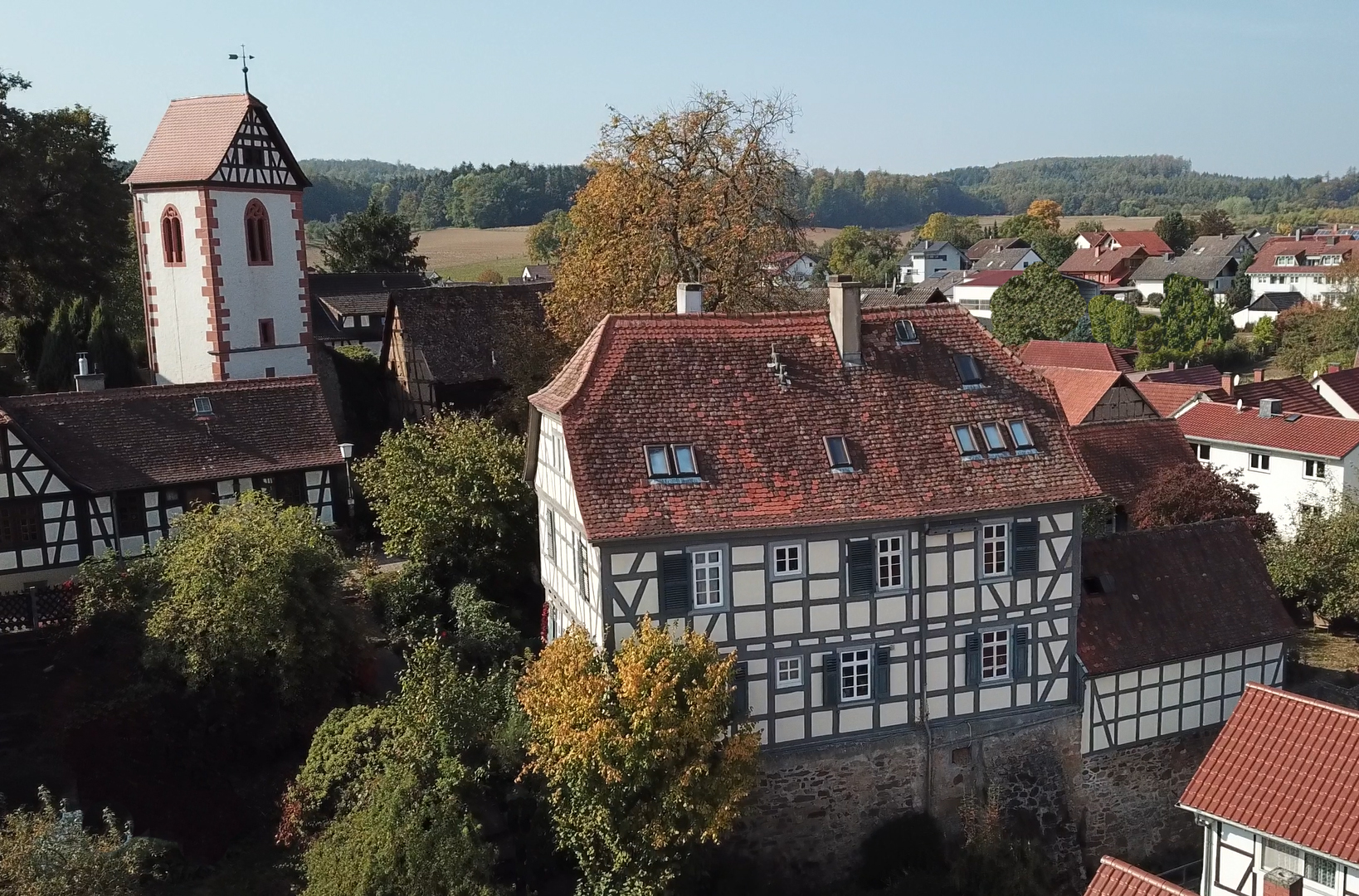
Das alte Pfarrhaus. Erbaut in den Jahren 1732 - 34. Geplant vom Architekten Johann Conrad Lichtenberg, Vater des Georg Christoph Lichtenberg

Wersau ist mit etwa 1300 Einwohnern der zweitgrößte Ortsteil der Gemeinde Brensbach im südhessischen Odenwaldkreis und wird von den Bewohnern im Dialekt „Wersche“ genannt.

## Geographie

### Geographische Lage
Wersau liegt im Norden des Odenwalds im Gersprenztal, am linken westlichen Ufer des Flusses, nordwestlich des benachbarten Kernorts Brensbach jenseits der Gersprenz. Der höchste Punkt der Gemarkung liegt im Südwesten auf dem 310 Meter hohen Ausläufer des bewaldeten Höhenzuges Gemmertsberg. Im Süden bildet der Bierbach größtenteils die Grenze zu Fränkisch-Crumbach. Am Nordufer des Bachs hat Wersau Anteil am Weiler Bierbach. Der nördliche Teil der Gemarkung liegt am Kohlbach jenseits der Gersprenz. Dort hat Wersau mit zwei Gehöften Anteil am Weiler Hippelsbach auf der Grenze zu Groß-Bieberau, die gleichzeitig die Kreisgrenze zum Landkreis Darmstadt-Dieburg ist. Wersau liegt in der Region Starkenburg.

### Naturraum
Die Gemarkungsfläche mit ihrem fruchtbaren Lößboden wird überwiegend landwirtschaftlich genutzt. Geologisch zählt der südwestliche Bereich der Wersauer Gemarkung zum kristallinen Vorderen Odenwald, der nordöstliche Teil zum Reinheimer Hügelland. Wersau liegt im Geo-Naturpark Bergstraße-Odenwald. Ein Teil des Wersauer Waldes zählt zum Natura2000-Schutzgebiet Buchenwälder des Vorderen Odenwaldes.

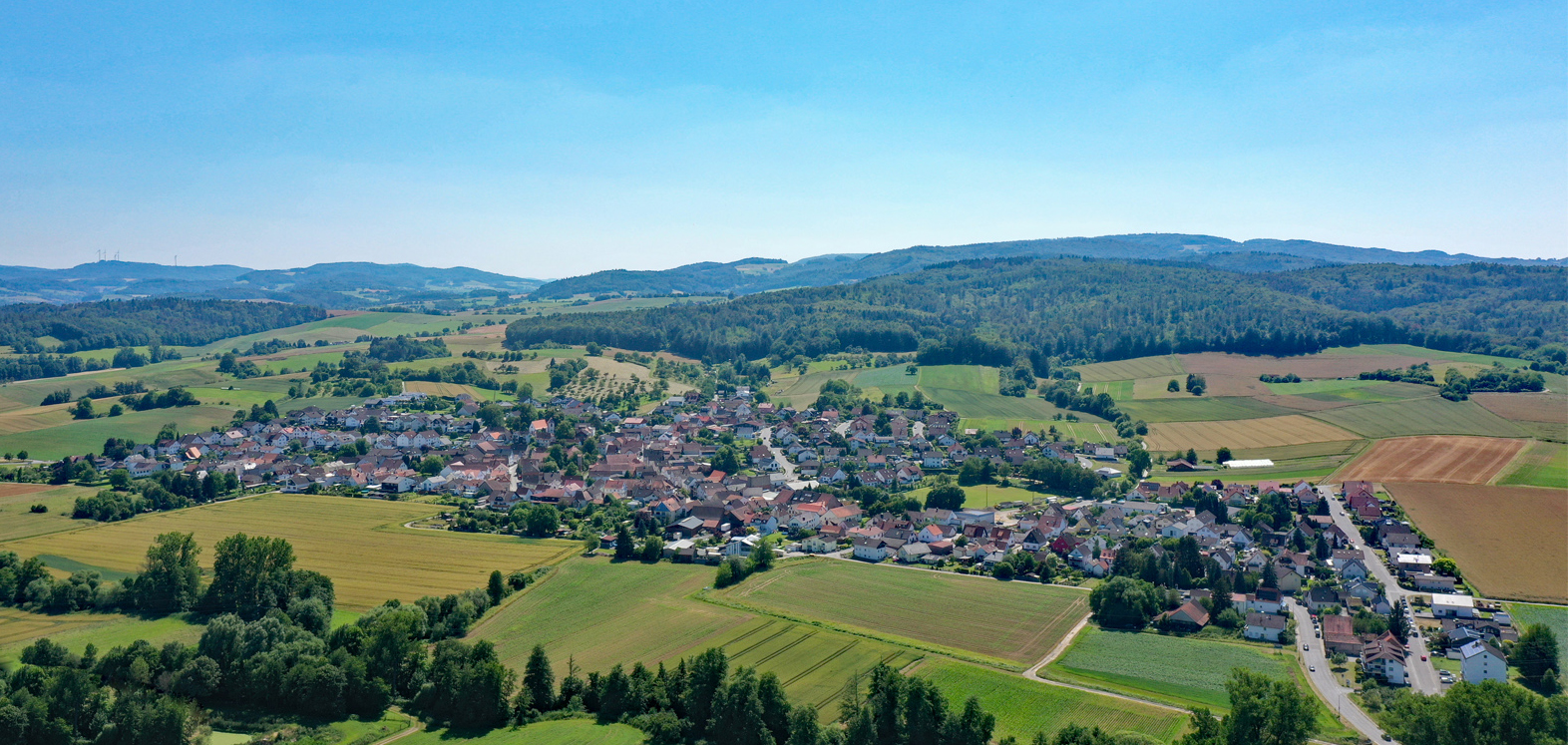
Luftaufnahme von Wersau und dem Wersauer Wald. Im Vordergrund der Flusslauf der Gersprenz. Im Hintergrund rechts die Neunkircher Höhe.

### Gewässer
Folgende Bäche entspringen und/oder durchlaufen die Wersauer Gemarkung in Richtung Gersprenz:
- Bierbach
- Küh-Bach
- Moorbach (Wersauer Dorfbach)
- Kirchbach
- Gräbenackersbach
- Kohlbach

## Geschichte

### Ur- und Frühgeschichte
Eine Reihe von Artefakten, die in und um den Ort gefunden wurden, belegen, dass dort bereits ab der Jungsteinzeit Menschen anwesend waren. Aus dieser Epoche stammt eine etwa 4500 Jahre alte Steinaxt. Sie wurde in der Nähe des Weilers Hippelsbach gefunden, ein weiteres Steinbeil gleicher Zeitstellung im Ortsgebiet Wersaus. Keramikscherben, die 1980 bei Feldbegehungen nahe dem Kirchbach gesichert wurden, sind der Kulturstufe der Linearbandkeramiker zugeteilt (ca. 4800 v. Chr.). 1977 wurde am östlichen Rand der Gemarkung bei Feldarbeiten ein Hinkelstein (Menhir) entdeckt, geborgen und 70 Meter weiter - auf der Grenze zu Groß-Bieberau - aufgestellt. Auf dem Höhenzug des im Wersauer Wald liegenden Gemmertsberg befinden sich drei Hügelgräber, die dort vermutlich während der Hügelgräber-Bronzezeit angelegt wurden. Den bislang ältesten Hinweis auf eine Besiedlung des heutigen Ortsgebietes stellen Keramikfunde aus der Moorbachstraße dar. Die dort sichergestellten Gefäßscherben und ein Spinnwirtel datieren in die eisenzeitliche Laténekultur (zwischen 450 v. Chr. und Christi Geburt). Zu dieser Zeit siedelten im Brensbacher Gemeindegebiet Kelten, was u. a. eine keltische Münze Quinar, Typ Heidelberg-Neuenheim (etwa erstes Jahrhundert vor Christus) belegt. Bei der Münze, die beim Weiler Bierbach gefunden wurde, handelt es sich um eine der ganz wenigen keltischen Münzen, die aus dem Bereich Vorderer Odenwald überhaupt bekannt sind.
Auch die Römer hinterließen während der Besatzung des Odenwaldes in Wersau ihre Spuren. Die hessische Landesarchäologie vermutet, dass sich im Bereich des Wersauer Kirchfriedhofs einmal ein römisches Gebäude - möglicherweise ein römisches Badehaus befunden hat. Diverse Ziegelfragmente, die im Jahr 1982 bei Grabungen unter der Kirche gefunden wurden, deuten darauf hin.
Bei Feldbegehungen des Heimat- und Geschichtsvereins Wersau wurden weitere Zeugnisse römischer Anwesenheit sichergestellt:
Eine römische Fibel im Bereich Bierbach, ein Sesterz mit der Prägung des römischen Kaisers Mark Aurel in der Moorbachstraße, ein Dupondius gleicher Zeitstellung am westlichen Rand der Wersauer Gemarkung. Von der einst weit verbreiteten Annahme, ein in den 1960er Jahren in der Bahnhofstraße freigelegter Knüppeldamm sei römischen Ursprungs, ist die Archäologie inzwischen abgewichen und spricht diesen als wahrscheinlich spätmittelalterlich bis frühneuzeitlich an.
Mit dem Rückzug der Römer begann in Mittel- und Südeuropa die Völkerwanderungszeit, die vor allem durch Migration germanischer Gruppen definiert ist. In Südhessen waren es zunächst die westgermanischen Alemannen, die dort neues Siedlungsgebiet suchten. Aus dieser Zeit stammen zwei Bügelknopf-Fibeln aus Bronze, von denen eine im Bereich des Weilers Bierbach und eine weitere am westlichen Rand der Wersauer Gemarkung, bei Feldbegehungen des Heimat- und Geschichtsvereins Wersau, gefunden wurden.

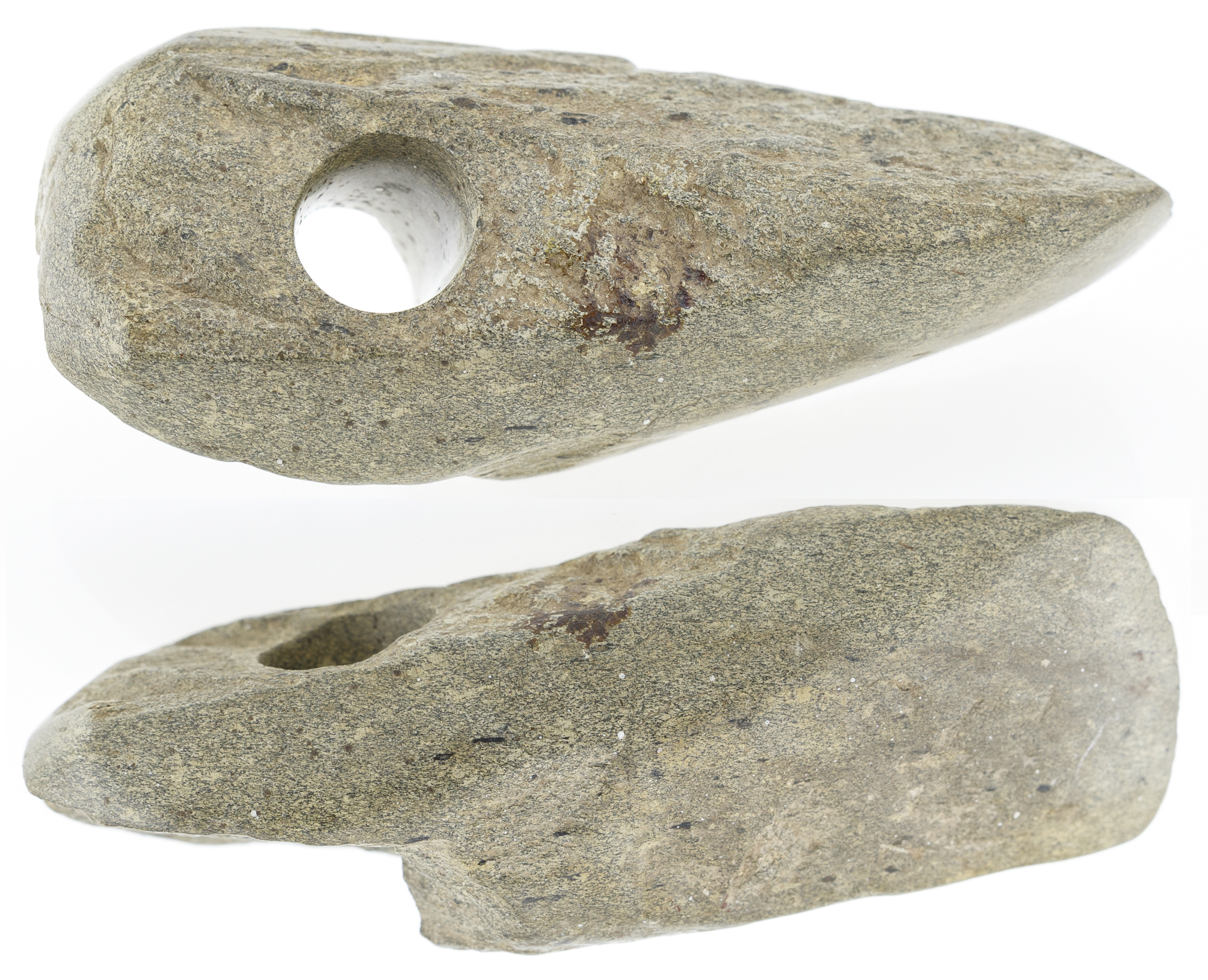
Neolithisches Steinbeil aus Wersau
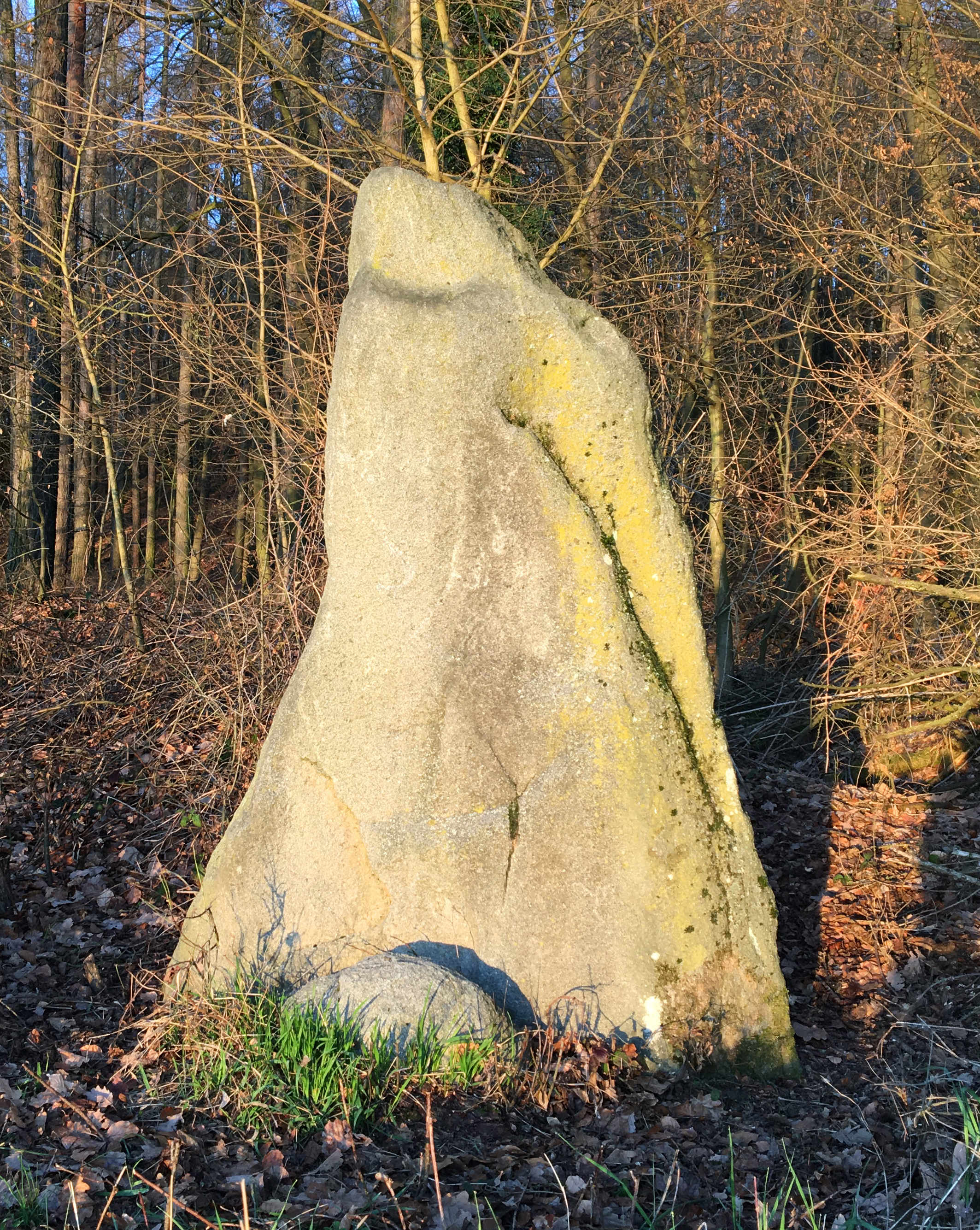
Menhir von Wersau – prähistorischer Hinkelstein
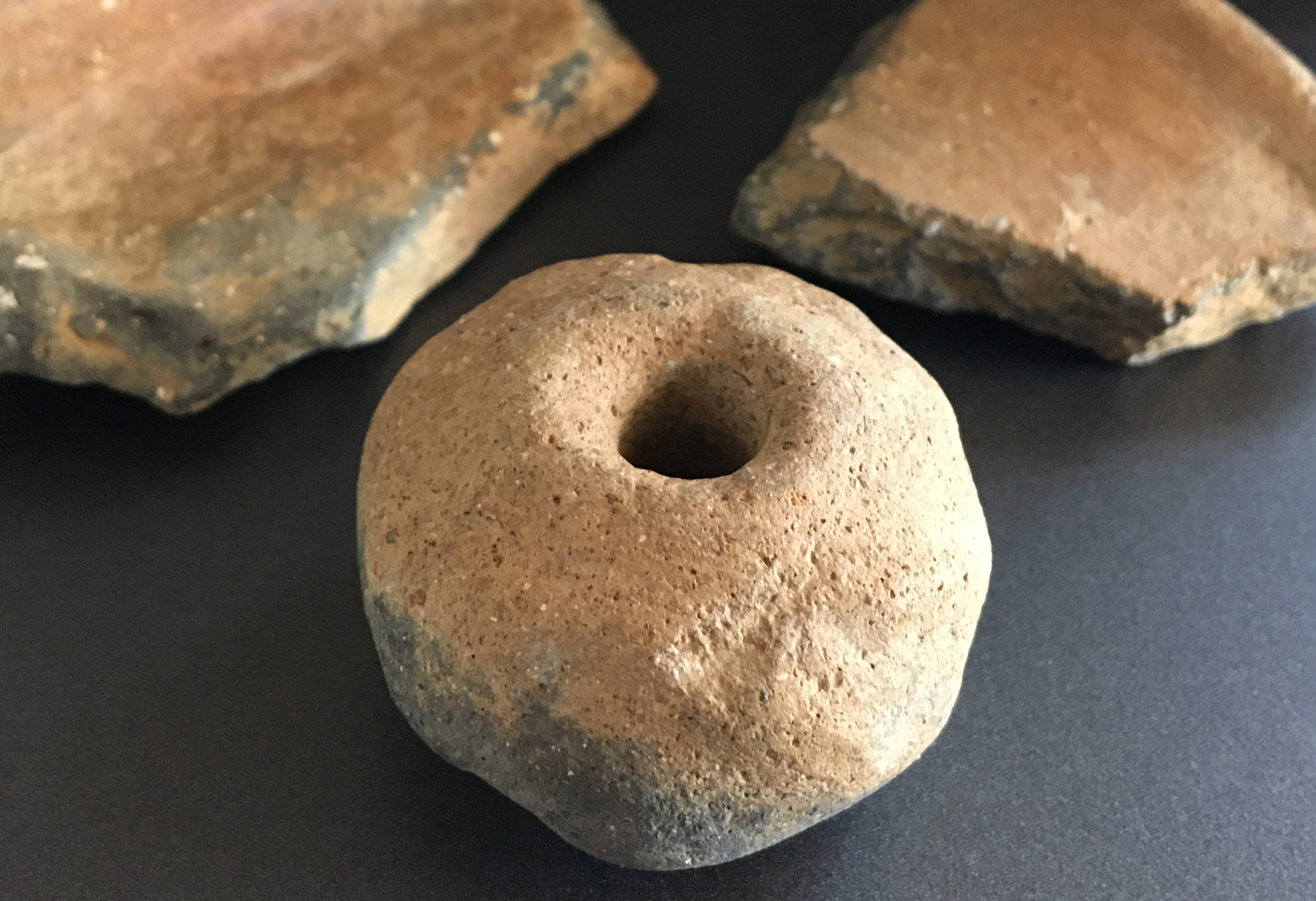
Spinnwirtel und Keramikscherben - Eisenzeitliche Funde aus der Moorbachstraße
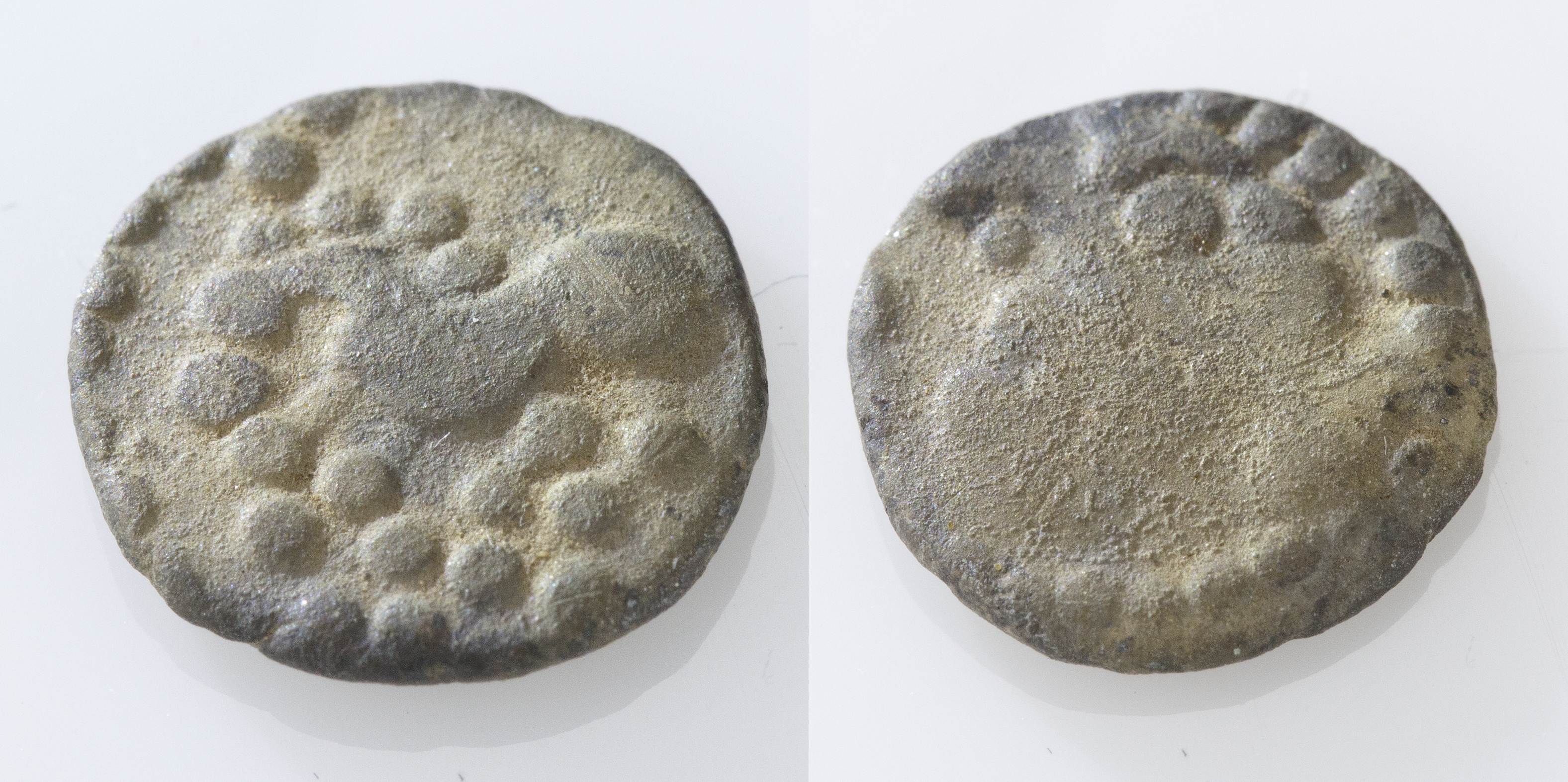
Der Keltische Quinar aus Bierbach (1. Jahrhundert v. Chr.)

### Staats-, Verwaltungs- und Gerichtsgeschichte
Der Ort ist unter dem Namen „Wersauwe“ seit 1314 urkundlich bezeugt (ab 1538 „Wersaw“, später „Wersau“). Wersau hat seit 1439 eine eigene Kirche, die dem Heiligen Egidius geweiht war. Der Ort gehörte zu je einem Viertel der Herrschaft Breuberg und dem Fürstentum zu Löwenstein-Wertheim-Rochefort. Die andere Hälfte gehörte zu Hessen und lag im Gerichtsbezirk der Zent Oberramstadt. Die Zent war in sogenannte Reiswagen eingeteilt, denen jeweils ein Oberschultheiß vorstand, der dem Zentgrafen unterstellt war. Dieser Bezirk hatte einen Frachtwagen (Reiswagen) einschließlich Zugtieren und Knechten für Feldzüge bereitzustellen. Wersau gehörte zum Großbieberauer Reiswagen, dem Waldhausen, bestehend aus den Orten Niedernhausen, Billings, Meßbach und Nonrod sowie die Dörfer Rodau, Wersau und Steinau angehörten. Die gesamte Zent Oberramstadt war dem Amt Lichtenberg zugeteilt. Diese Einteilung bestand noch bis zum Beginn des 19. Jahrhunderts. Im Jahr 1806 kam Wersau vollständig zum Großherzogtum Hessen.
Im Zuge der Gebietsreform in Hessen wurde Wersau am 1. August 1972 kraft Landesgesetz zugleich mit den Gemeinden Höllerbach, Nieder-Kainsbach und Wallbach in die Gemeinde Brensbach eingegliedert und wechselte dabei vom Landkreis Dieburg zum Odenwaldkreis. Für Wersau sowie für die übrigen im Zuge der Gebietsreform nach Brensbach eingegliederten Gemeinden wurden Ortsbezirke mit Ortsbeirat und Ortsvorsteher nach der Hessischen Gemeindeordnung gebildet.
Im Jahr 2014 feierten die Wersauer die 700-jährige urkundliche Ersterwähnung des Dorfes.
Die folgende Liste zeigt die Staaten und Verwaltungseinheiten, denen Wersau angehörte:

#### Nicht-hessische  Hälfte
- vor 1805:  Heiliges Römisches Reich, (ein Viertel: Grafschaft Erbach-Schönberg, Herrschaft Breuberg), (ein Viertel: Fürstentum zu Löwenstein-Wertheim-Rochefort, Zent Kirch-Brombach) (1805: Durch Tauschvertrag Anteile von Löwenstein-Wertheim an Hessen)

#### Hessische Hälfte
- vor 1479: Heiliges Römisches Reich, Grafschaft Katzenelnbogen, Obergrafschaft Katzenelnbogen
- ab 1479: Heiliges Römisches Reich, Landgrafschaft Hessen, Obergrafschaft Katzenelnbogen
- ab 1567: Heiliges Römisches Reich, Landgrafschaft Hessen-Darmstadt, Obergrafschaft Katzenelnbogen, Amt Lichtenberg, Zent Oberramstadt, Groß-Bieberauer Reiswagen
- ab 1803: Heiliges Römisches Reich, Landgrafschaft Hessen-Darmstadt, Fürstentum Starkenburg, Amt Lichtenberg

Insgesamt hessisch:
- ab 1806: Großherzogtum Hessen,[Anm. 2] Fürstentum Starkenburg, Amt Lichtenberg
- ab 1815: Großherzogtum Hessen, Provinz Starkenburg, Amt Lichtenberg
- ab 1821: Großherzogtum Hessen, Provinz Starkenburg, Landratsbezirk Reinheim[Anm. 3]
- ab 1832: Großherzogtum Hessen, Provinz Starkenburg, Landkreis Dieburg
- ab 1848: Großherzogtum Hessen, Regierungsbezirk Dieburg
- ab 1852: Großherzogtum Hessen, Provinz Starkenburg, Kreis Dieburg
- ab 1871: Deutsches Reich, Großherzogtum Hessen, Provinz Starkenburg, Kreis Dieburg
- ab 1918: Deutsches Reich (Weimarer Republik), Volksstaat Hessen, Provinz Starkenburg, Kreis Dieburg
- ab 1938: Deutsches Reich, Volksstaat Hessen, Landkreis Dieburg[17][Anm. 4]
- ab 1945: Amerikanische Besatzungszone, Groß-Hessen, Regierungsbezirk Darmstadt, Landkreis Dieburg
- ab 1946: Amerikanische Besatzungszone, Hessen, Regierungsbezirk Darmstadt, Landkreis Dieburg
- ab 1949: Bundesrepublik Deutschland, Hessen, Regierungsbezirk Darmstadt, Landkreis Dieburg
- ab 1972: Bundesrepublik Deutschland, Hessen, Regierungsbezirk Darmstadt, Odenwaldkreis, Gemeinde Brensbach[Anm. 5]

#### Gerichte ab 1803
In der Landgrafschaft Hessen-Darmstadt wurde mit Ausführungsverordnung vom 9. Dezember 1803 das Gerichtswesen neu organisiert. Für das Fürstentum Starkenburg wurde das Hofgericht Darmstadt als Gericht der zweiten Instanz eingerichtet. Die Rechtsprechung der ersten Instanz wurde durch die Ämter bzw. Standesherren vorgenommen. Damit war für Wersau das Amt Lichtenberg zuständig. Das Hofgericht war für normale bürgerliche Streitsachen Gericht der zweiten Instanz, für standesherrliche Familienrechtssachen und Kriminalfälle die erste Instanz. Übergeordnet war das Oberappellationsgericht Darmstadt. Die Zentgerichte hatten damit ihre Funktion verloren.
Mit Bildung der Landgerichte im Großherzogtum Hessen war ab 1821 das Landgericht Lichtenberg das Gericht erster Instanz, zweite Instanz war das Hofgericht Darmstadt. Es folgten:
- ab 1848: Landgericht Reinheim (Verlegung von Lichtenberg nach Reinheim), zweite Instanz: Hofgericht Darmstadt
- ab 1879: Amtsgericht Reinheim (Landgerichte wurden durch funktionsgleiche Amtsgerichte ersetzt), zweite Instanz: Landgericht Darmstadt
- ab 1968: Amtsgericht Darmstadt mit der Auflösung des Amtsgerichts Reinheim, zweite Instanz: Landgericht Darmstadt

### Auswanderungen im 19. Jahrhundert
Bis in das 19. Jahrhundert kam es in Europa durch die Kleine Eiszeit zu vielen Missernten. Nach vielen entbehrungsreichen Jahren wanderten deshalb etliche Familien aus Wersau und Bierbach nach Amerika aus. Die meisten wurden in den Staaten Illinois und Ohio sesshaft.

### Die Werscher Gäns
Ende des 19. Anfang des 20. Jahrhunderts wurden in Wersau 260 Wersauer Gänse gezählt, die alle ohne Aufsicht durch das Dorf und die Felder liefen, wo sie auch Schäden an der Ernte anrichteten. Darum wurde 1913 eigens für diese Tiere ein Gänsehirte eingestellt. Sein Jahressalär belief sich auf 130 Mark.
Darum ist neben dem Glockenturm die Werscher Gans ein Wahrzeichen des Dorfes.
Nahe dem historischen Ortsmittelpunkt befindet sich in der Moorbachstraße der Gänsebrunnen. Er wird von den Wersauern auch „Schebbbrunne“ oder Milschkisch genannt, weil dort schon früher ein Brunnen installiert und früher die zentrale Milchsammelstelle untergebracht war. Der Brunnen wurde im Zuge der Dorferneuerung installiert. Die Gänsestele steht in der Ortsmitte unmittelbar bei der Ortstafel und wurde im Rahmen der 700-Jahr-Feier 2014 aufgestellt.

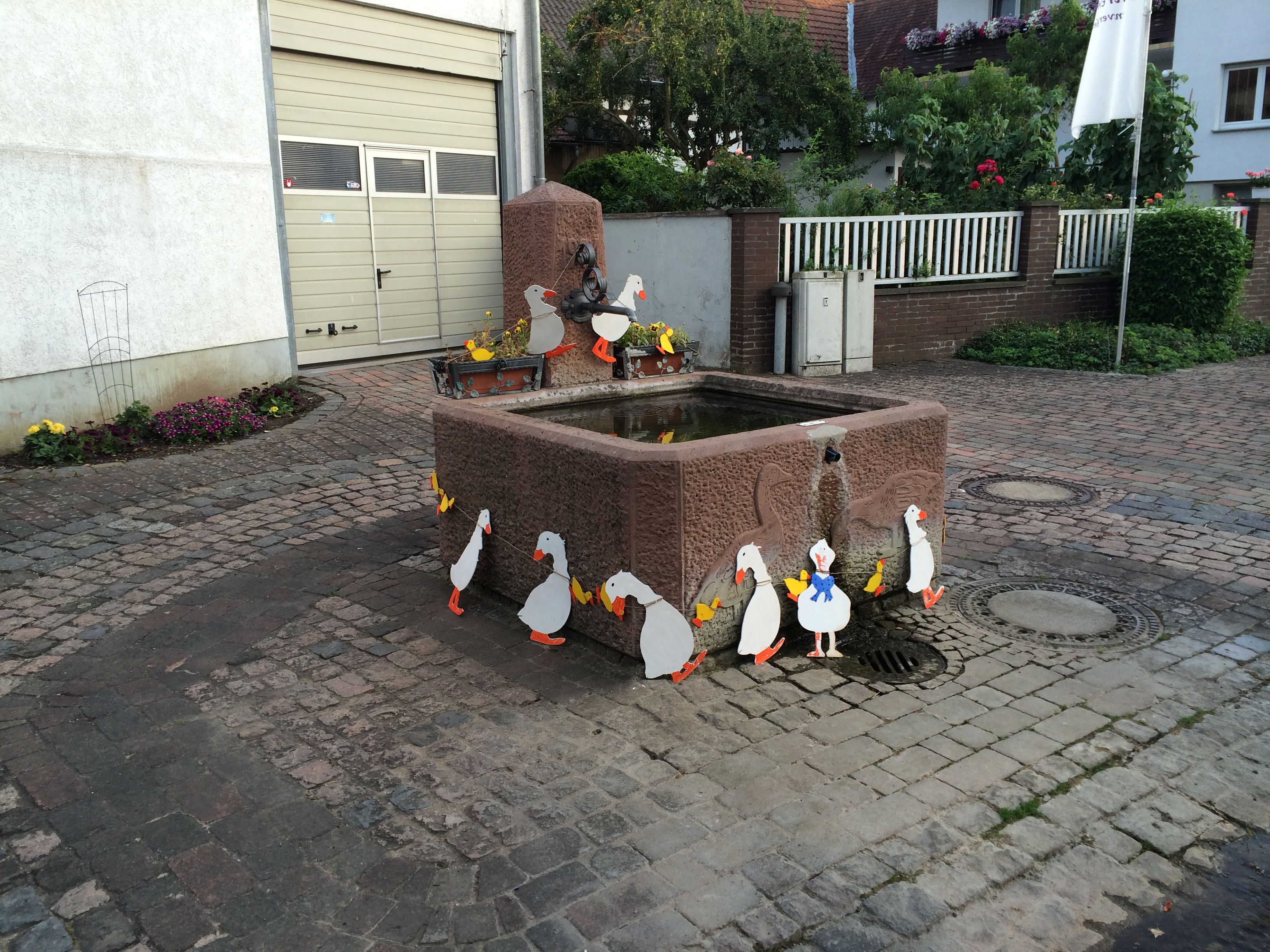
Gänsebrunnen in der Moorbachstraße
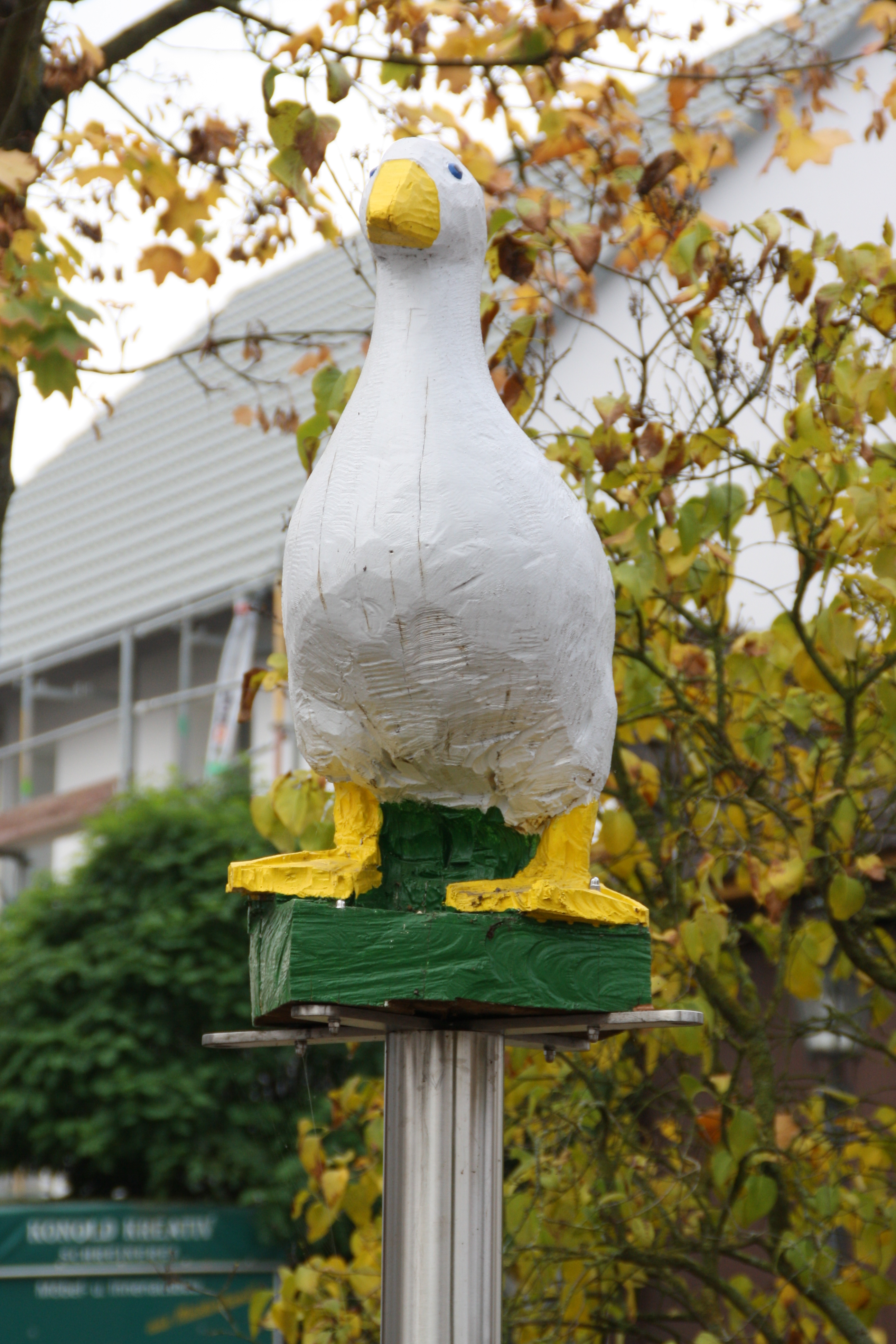
Werscher Gans in der Ortsmitte

### Erster Weltkrieg (1914–1918)

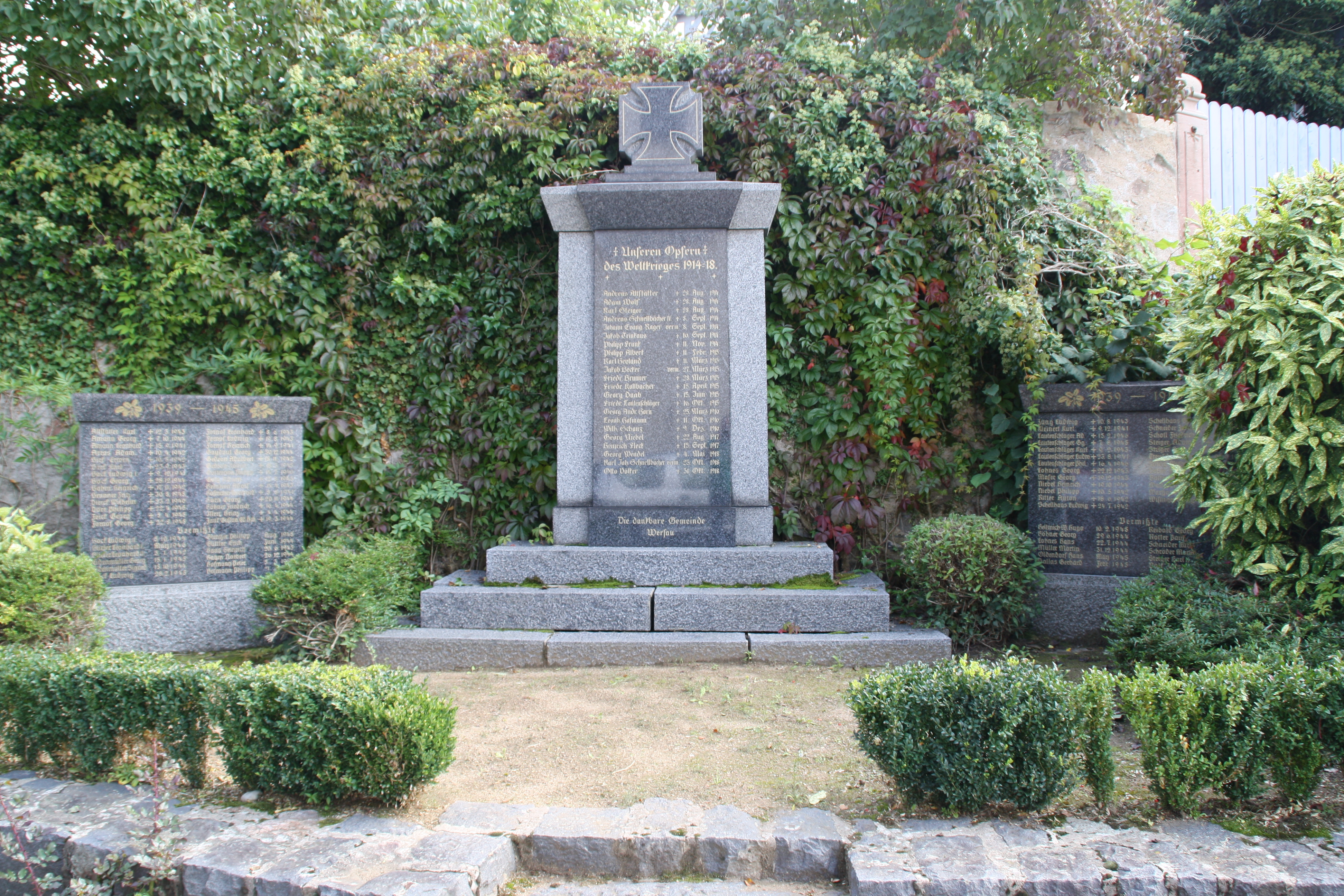
Denkmal zur Erinnerung an die Gefallenen beider Weltkriege am Fuße des Pfarrberges

Als im November 1918 der Erste Weltkrieg endete, hatte Wersau 19 gefallene und 3 vermisste Soldaten zu beklagen.

### Zweiter Weltkrieg (1939–1945)
Im Zweiten Weltkrieg fallen 43 Wersauer, 24 bleiben bis heute vermisst.
Der Nachtjäger-Absturz von Wersau

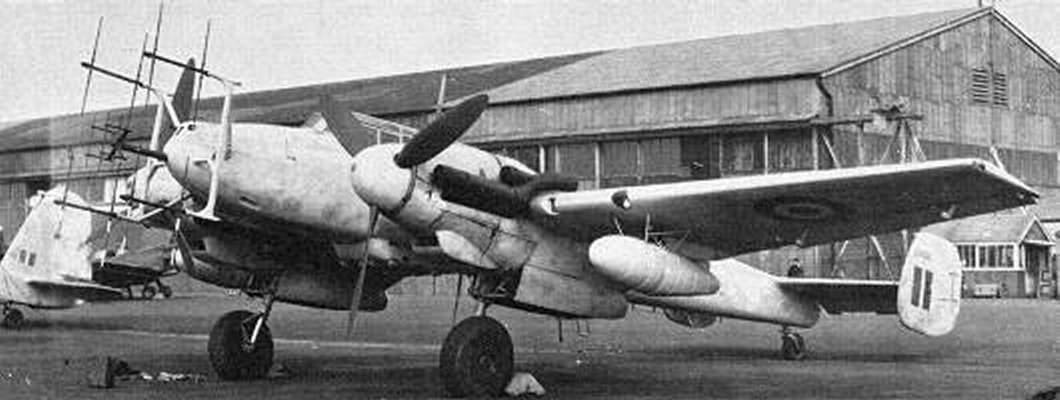
„Nachtjäger“ Messerschmitt Bf 110. Beutemaschine mit Lackierung der englischen Luftwaffe

Am Abend des 27. Januar 1944 stürzte bei Wersau ein deutscher Nachtjäger ab. Zwei der drei Mann Besatzung kamen dabei ums Leben. Die Maschine vom Typ Messerschmitt Bf 110 mit der Werk-Nr. 740 193 gehörte zur Einheit II.Gruppe/Nachtjagdgeschwader 6 und war um ca. 21 Uhr vom Flugplatz Mainz-Finthen gestartet, mit dem Auftrag in jener Nacht britische Bomberverbände im Raum Magdeburg zu bekämpfen. Der Absturz erfolgte ohne Feindeinwirkung aufgrund von Bewusstlosigkeit des Piloten, der die Maschine nicht mehr verlassen konnte und mit ihr abstürzte. Der Bordschütze konnte das abstürzende Flugzeug verlassen, jedoch riss sein Fallschirm ab und er kam ebenfalls ums Leben. Der Funker und Navigator überlebte den Notausstieg schwer verletzt und blieb mit seinem Fallschirm in einem hohen Baum der Gersprenz hängen, aus dem er von Wersauer Bewohnern gerettet und versorgt wurde. Er pflegte über Jahrzehnte den Kontakt zu seinen Rettern. Im Jahr 1990 bekam er einen Kolben eines Motors seiner verunglückten Maschine überreicht, die an der Absturzstelle im nassen Boden versunken war und 46 Jahre später von einem Wersauer Bauunternehmer zum Teil wieder ausgegraben wurde.
- Pilot: Oberfeldwebel Sepp Soller, gefallen, beigesetzt in seiner Heimat Mengkofen, Niederbayern
- Bordschütze: Unteroffizier Willi Griffel, gefallen, beigesetzt in seiner Heimat Nienburg/Weser
- Funker/Navigator: Oberfeldwebel Erwin Huber, verletzt, aus Forst bei Bruchsal

### Bevölkerung

#### Einwohnerentwicklung
- 1629: 40 Hausgesesse[1]
- 1805: Wersau mit Bierbach: 401 Einwohner[18]
- 1961: 861 evangelische (= 85,42 %), 124 katholische (= 12,30 %) Einwohner[1]

| Wersau: Einwohnerzahlen von 1829 bis 2024 | Wersau: Einwohnerzahlen von 1829 bis 2024 | Wersau: Einwohnerzahlen von 1829 bis 2024 | Wersau: Einwohnerzahlen von 1829 bis 2024 | Wersau: Einwohnerzahlen von 1829 bis 2024 |
| --- | ----------------------------------------- | ----------------------------------------- | ----------------------------------------- | ----------------------------------------- |
| Jahr |                                           |                                           |                                           | Einwohner                                 |
| 1829 | 1829                                      |                                           | 630                                       | 630                                       |
| 1834 | 1834                                      |                                           | 761                                       | 761                                       |
| 1840 | 1840                                      |                                           | 835                                       | 835                                       |
| 1846 | 1846                                      |                                           | 820                                       | 820                                       |
| 1852 | 1852                                      |                                           | 825                                       | 825                                       |
| 1858 | 1858                                      |                                           | 770                                       | 770                                       |
| 1864 | 1864                                      |                                           | 796                                       | 796                                       |
| 1871 | 1871                                      |                                           | 730                                       | 730                                       |
| 1875 | 1875                                      |                                           | 765                                       | 765                                       |
| 1885 | 1885                                      |                                           | 726                                       | 726                                       |
| 1895 | 1895                                      |                                           | 708                                       | 708                                       |
| 1905 | 1905                                      |                                           | 680                                       | 680                                       |
| 1910 | 1910                                      |                                           | 701                                       | 701                                       |
| 1925 | 1925                                      |                                           | 703                                       | 703                                       |
| 1939 | 1939                                      |                                           | 694                                       | 694                                       |
| 1946 | 1946                                      |                                           | 1.024                                     | 1.024                                     |
| 1950 | 1950                                      |                                           | 1.009                                     | 1.009                                     |
| 1956 | 1956                                      |                                           | 1.043                                     | 1.043                                     |
| 1961 | 1961                                      |                                           | 1.008                                     | 1.008                                     |
| 1967 | 1967                                      |                                           | 1.030                                     | 1.030                                     |
| 1970 | 1970                                      |                                           | 1.056                                     | 1.056                                     |
| 1980 | 1980                                      |                                           | ?                                         | ?                                         |
| 1990 | 1990                                      |                                           | ?                                         | ?                                         |
| 2000 | 2000                                      |                                           | ?                                         | ?                                         |
| 2011 | 2011                                      |                                           | 1.341                                     | 1.341                                     |
| 2015 | 2015                                      |                                           | 1.338                                     | 1.338                                     |
| 2020 | 2020                                      |                                           | 1.291                                     | 1.291                                     |
| 2024 | 2024                                      |                                           | 1.334                                     | 1.334                                     |
| Datenquelle: Historisches Gemeindeverzeichnis für Hessen: Die Bevölkerung der Gemeinden 1834 bis 1967. Wiesbaden: Hessisches Statistisches Landesamt, 1968. Weitere Quellen: LAGIS; nach 1970 Gemeinde Brensbach; Zensus 2011 |                                           |                                           |                                           |                                           |

#### Einwohnerstruktur 2011
Nach den Erhebungen des Zensus 2011 lebten am Stichtag, dem 9. Mai 2011, in Wersau 1341 Einwohner. Darunter waren 48 (3,6 %) Ausländer.
Nach dem Lebensalter waren 240 Einwohner unter 18 Jahren, 540 zwischen 18 und 49, 333 zwischen 50 und 64 und 228 Einwohner waren älter.
Die Einwohner lebten in 582 Haushalten. Davon waren 168 Singlehaushalte, 147 Paare ohne Kinder und 204 Paare mit Kindern, sowie 51 Alleinerziehende und 9 Wohngemeinschaften. In 99 Haushalten lebten ausschließlich Senioren/-innen und in 411 Haushaltungen lebten keine Senioren/-innen.

## Wappen
Blasonierung
„Gespalten von Grün und Gold, vorne eine silberne Gans über einem silbernen Schrägwellenbalken, hinten der Wersauer Kirchturm.“
Das (nichtamtliche) Wappen von Wersau wurde am 23. August 2013 durch den Reinheimer Heraldiker Gerhard Kirchner gestaltet.
Das Wappen soll den Ort redend symbolisieren. Die Gans und der Wellenbalken auf grünem Grund sollen die Gersprenzauen nahe dem Ort symbolisieren. Die Gans steht darüber hinaus für den Spitznamen der Einwohner des Dorfes, „Werscher Gäns“ (Wersauer Gänse). Der Kirchturm der evangelischen Kirche ist das Wahrzeichen Wersaus.

## Kultur und Sehenswürdigkeiten

### Bauwerke
Der Pfarrberg mit dem alten Pfarrhaus als beherrschendem Bauwerk ist einer der ältesten Teile des Dorfes. Dieser Komplex steht zusammen mit den beiden großen Hofreiten an der Biegung der Schulstraße mit der befestigten Wehrkirchenanlage und dem alten Teil des Friedhofs als Gesamtanlage unter Denkmalschutz. Geschützt sind nicht nur die Gebäude, sondern auch die besonders vollständig erhaltenen steinernen Einfriedungen und der steile Treppenweg zwischen Schulstraße und Pfarrberg, mit einem Kastanienbaum, der als Naturdenkmal ausgewiesen ist. Geschützt sind neben der evangelischen Kirche und dem Schulhaus weitere sechs Anwesen in Wersau, darunter das älteste Fachwerkhaus des Ortes aus dem Jahr 1614.
Siehe: Liste der Kulturdenkmäler in Wersau.
Anlässlich der 700-Jahr-Feier 2014 wurde in der Ortsmitte von Wersau eine historische Ortstafel installiert mit der Darstellung eines Rundwegs durch den Ort, wo man an zurzeit auf 26 geschichtsträchtigen Objekten Informationen auf Glaspanelen zu seiner Geschichte findet.

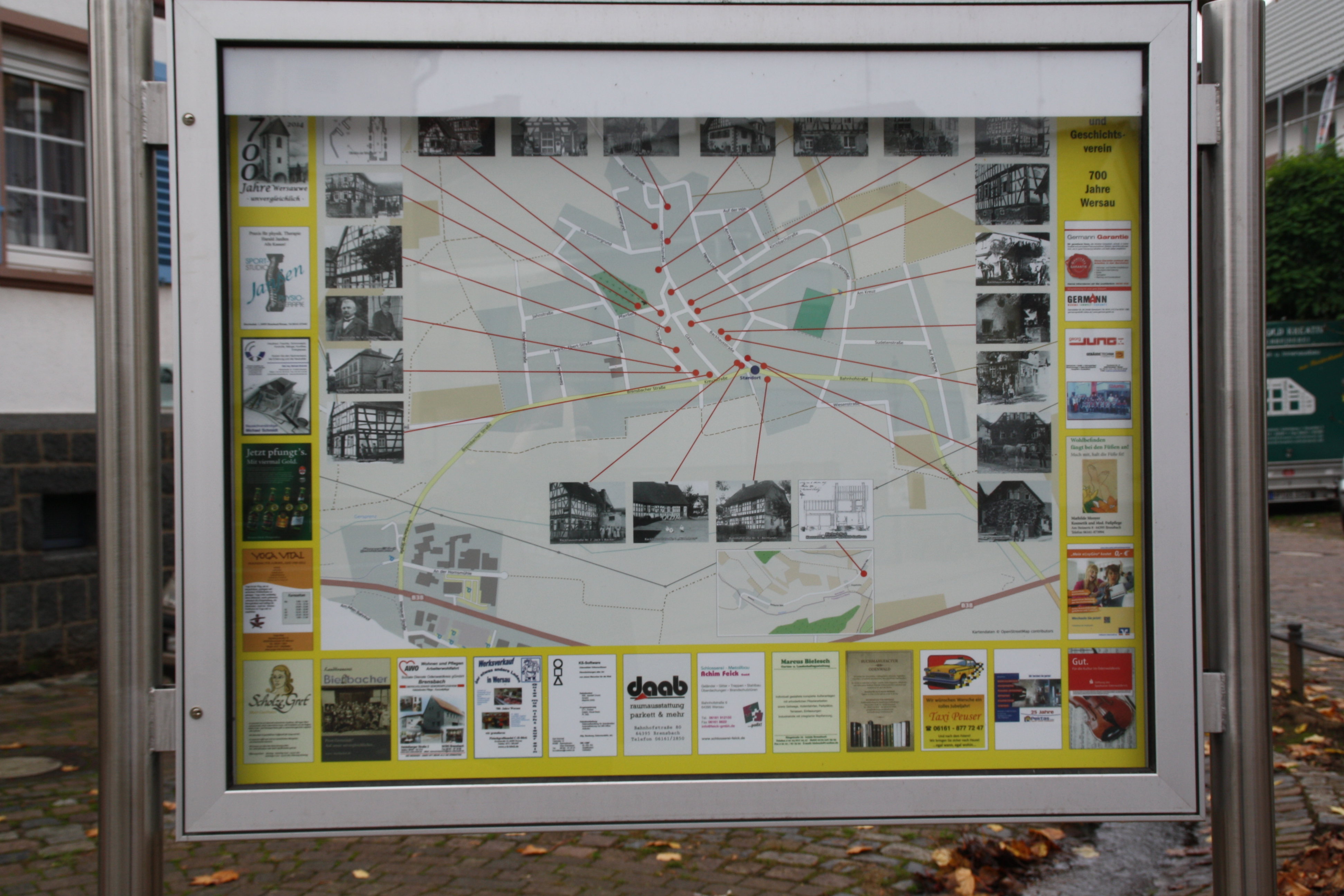
Ortstafel in der Ortsmitte mit Erläuterungen über die historischen Liegenschaften in Wersau
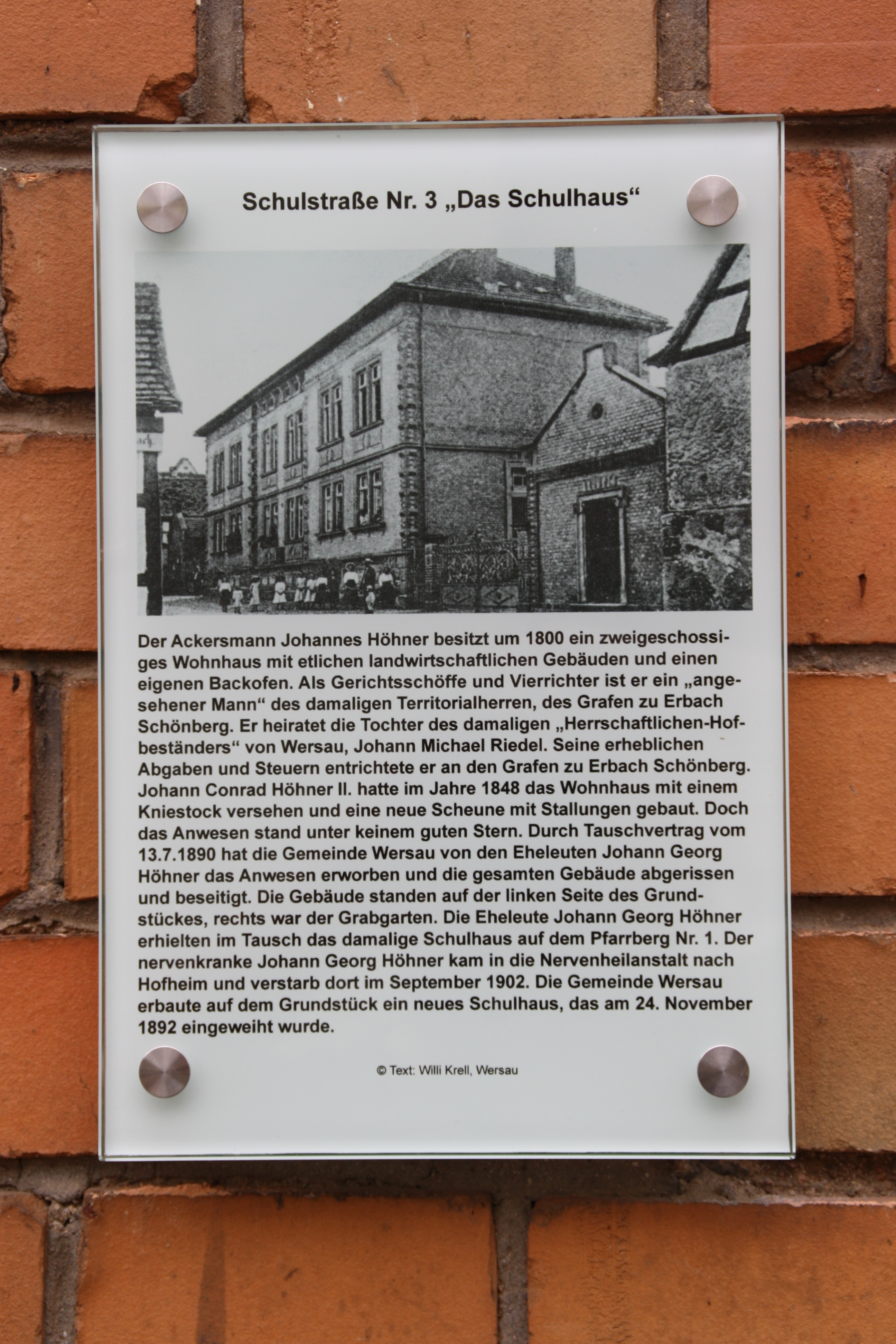
Glaspanel-Beispiel am denkmal- geschützten Schulhaus
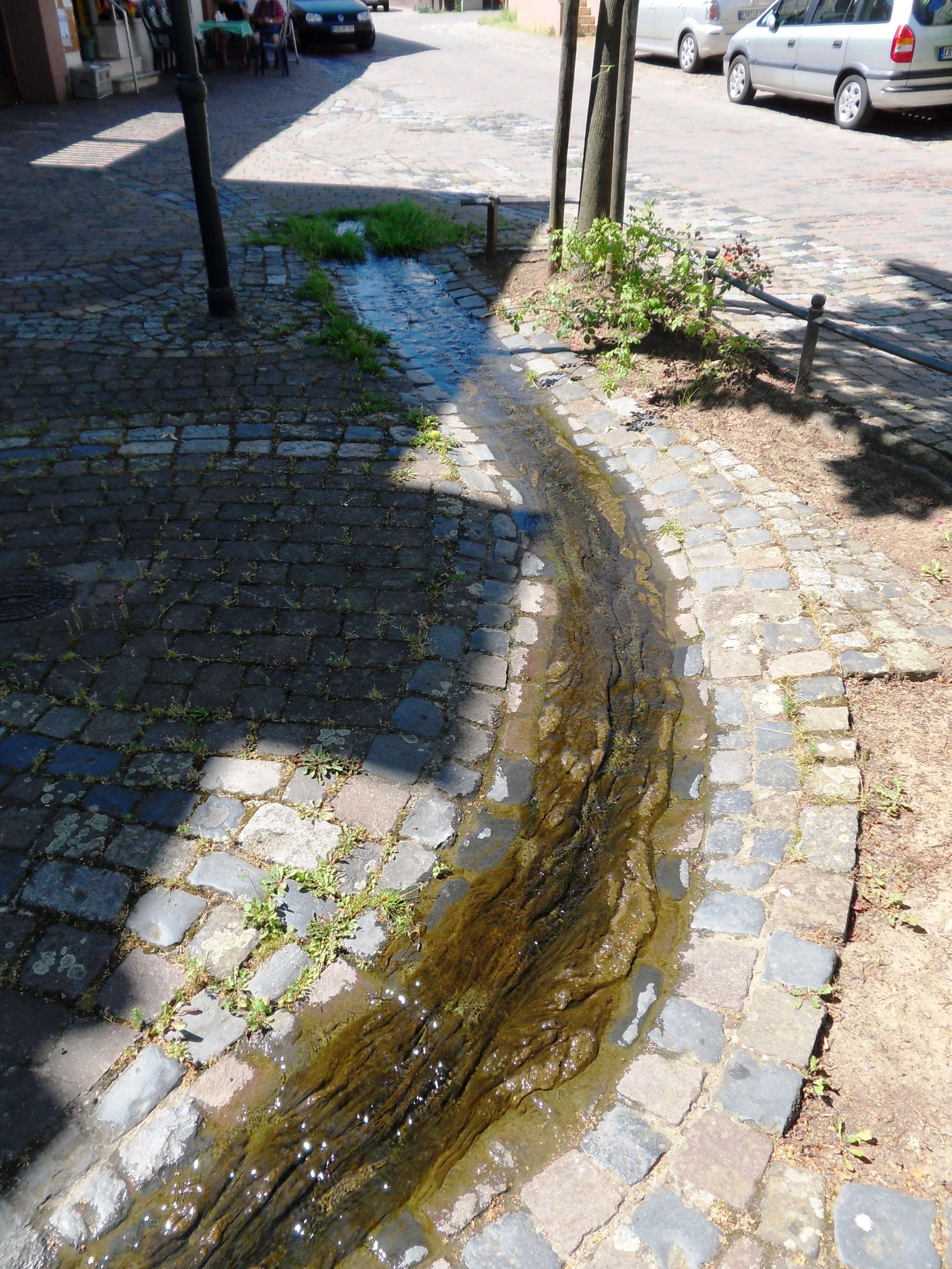
Bachlauf des 1991 rekonstruierten Moorbachs im alten Dorfkern
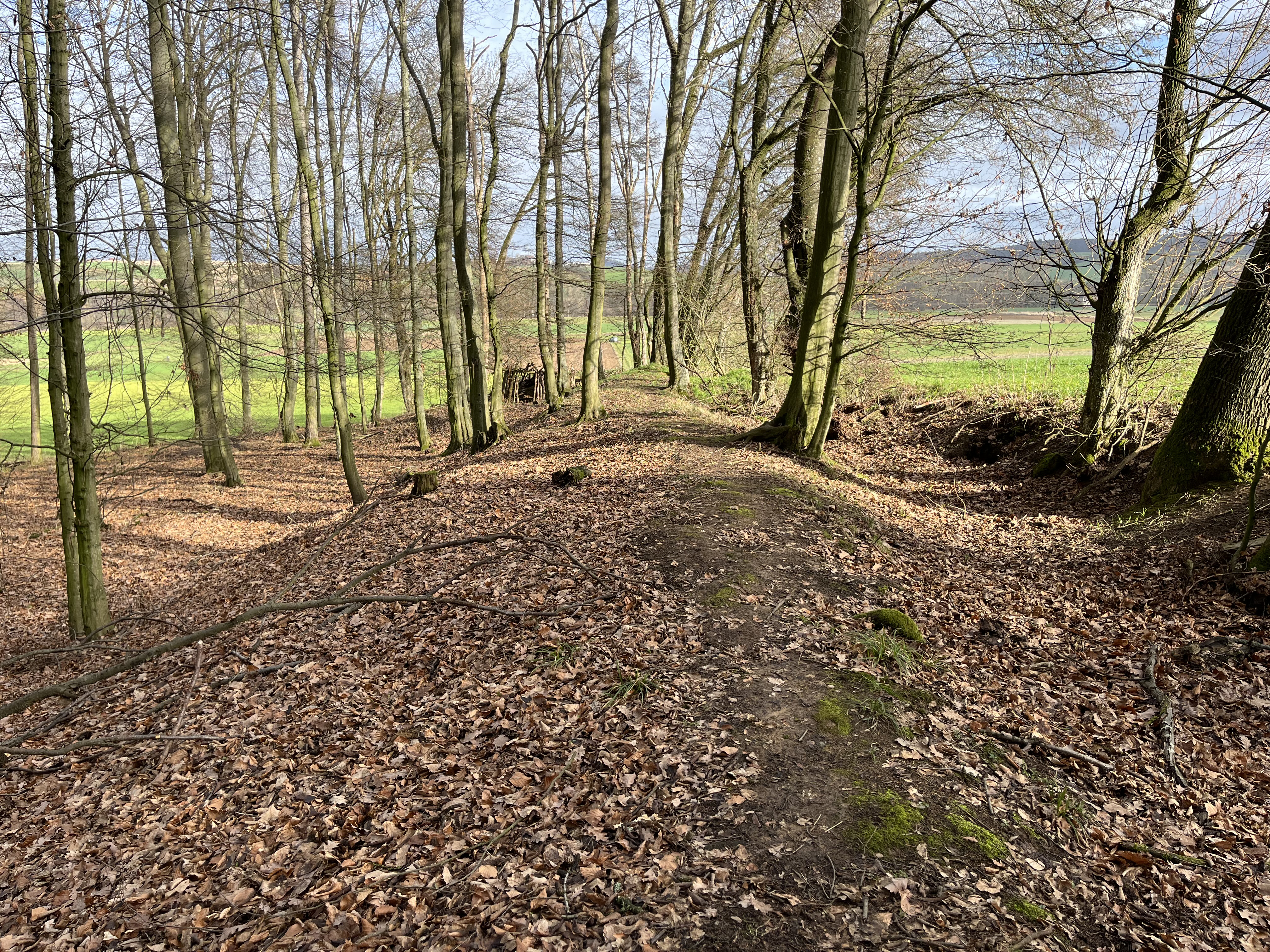
Die alte Landwehr bei Wersau war ein mittelalterlicher Grenzwall, der in Teilen bis heute erhalten geblieben ist.

### Vereine
- Schützenverein 1970 Wersau e. V.
- Schießsport Gemeinschaft Gersprenztal e. V. Mitglied beim Bund Deutscher Sportschützen mit Sitz in Wersau und Schießdisziplinen des BDS
- Turnverein TV 1908 Wersau
- Kraftsportverein KSV 1920 Wersau
- Gemischter Chor (zuvor MGV 1892) Wersau
- Freiwillige Feuerwehr Wersau
- Kleintierzuchtverein Wersau
- Sozialverband VdK Hessen-Thüringen Ortsverband Wersau
- Wersche Party Crew
- Kerbverein Wersau
- Heimat- und Geschichtsverein Wersau[23]
- Musikakademie Gersprenztal Werkkunstschule e. V.
- Odenwaldverein Wersau
- Jagdgenossenschaft Wersau

## Wirtschaft und Infrastruktur

### Bildung und Betreuung

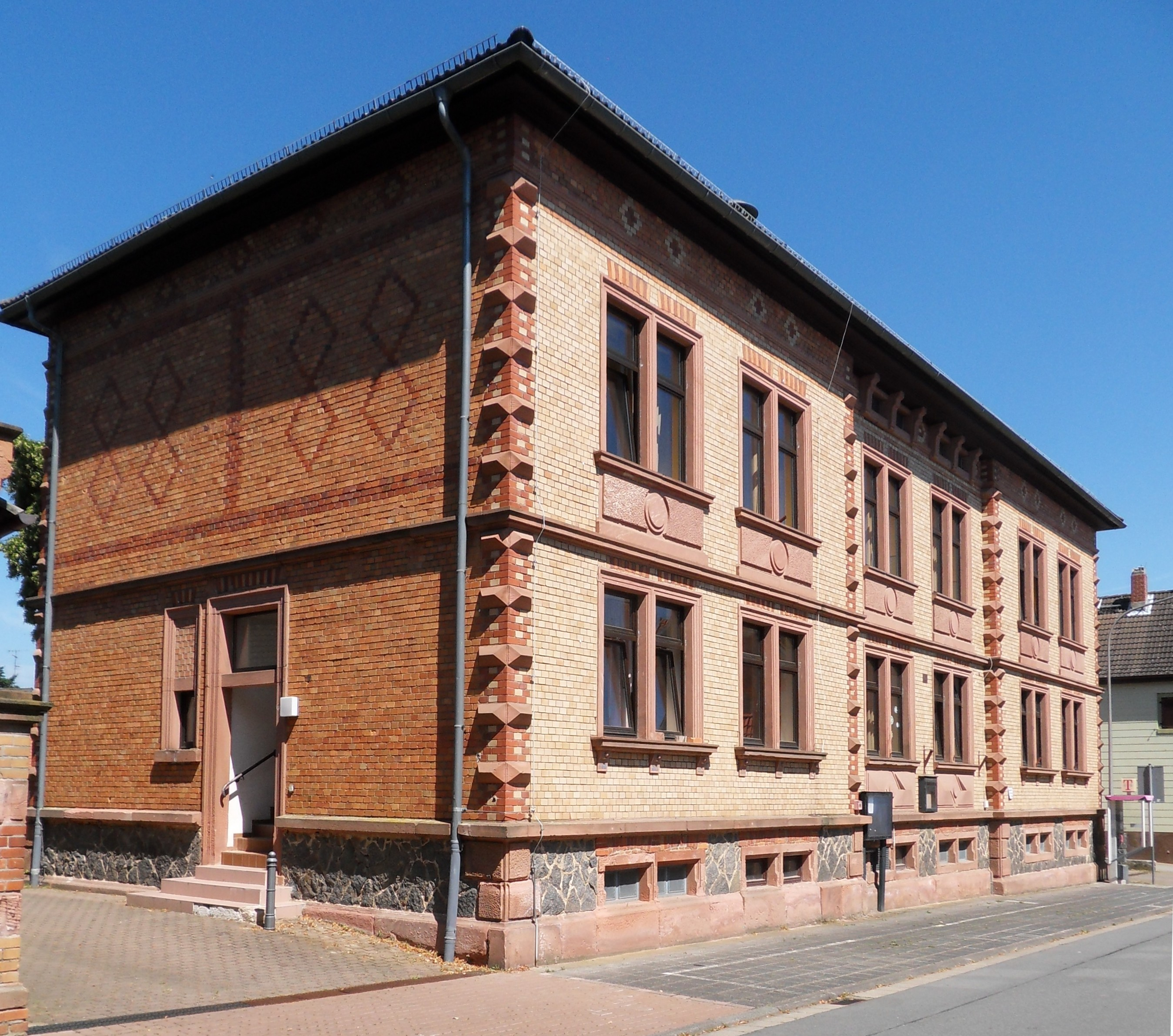
Denkmalgeschützte Grundschule Wersau. Erbaut im Jahr 1892

#### Grundschule
Die Grundschule befindet sich in der Schulstraße, in unmittelbarer Nähe des Feuerwehrhauses und ist in einem unter Denkmalschutz stehendem Backsteingebäude aus dem Jahre 1892 untergebracht.
Die Grundschule Wersau beherbergt die Klassen 1–4 für rund 60 Schüler.

#### Kindergarten
Der Wersauer Kindergarten mit ca. 60 Betreuungsplätzen ist im Anbau des Dorfgemeinschaftshauses untergebracht und trägt den Namen Schatzinsel.

### Verkehr
Die Kreisstraße K 74 führt in Nord-Süd-Richtung durch die Ortslage und verbindet Wersau in beiden Richtungen mit der nahegelegenen Bundesstraße 38. An der Nordanbindung führt die Landesstraße L 3065 in Verlängerung der K 74 nach Norden weiter in Richtung Otzberg.
Wersau war vom 10. Oktober 1887 bis 25. Mai 1963 mit einer Haltestelle am Gasthaus Zum Kühlen Grund an die Eisenbahnstrecke der Reinheim-Reichelsheimer-Eisenbahn angeschlossen.

## Persönlichkeiten mit Bezug zu Wersau

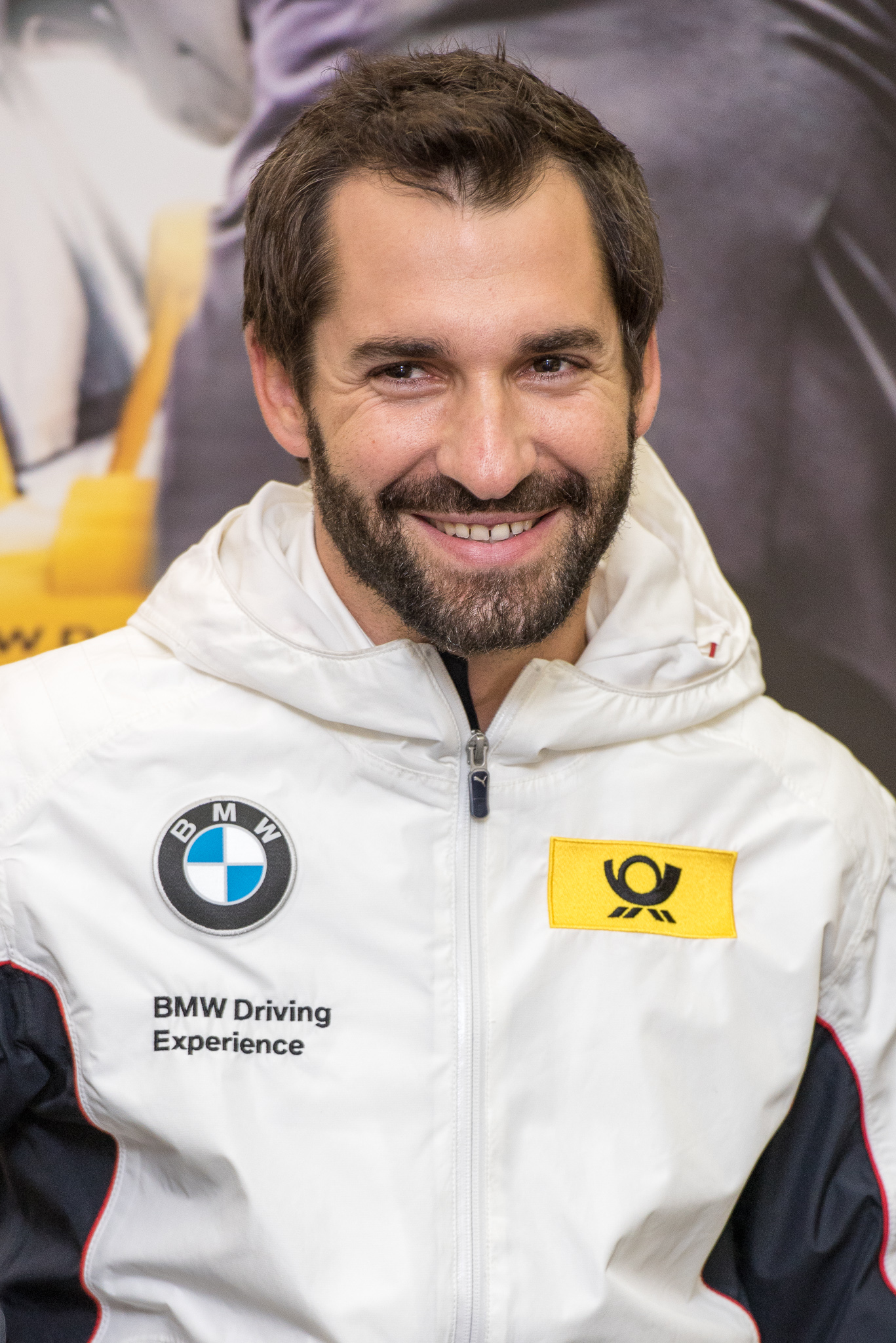
Der aus Wersau stammende Rennfahrer Timo Glock im Jahr 2014

- Peter Made (1775–1853), Zentschultheiß von Wersau und Abgeordneter der Zweiten Kammer der Landstände des Großherzogtums Hessen
- Timo Glock (* 1982), Automobilrennfahrer, wuchs hier auf
- Reinhard Bock, zweimaliger deutscher Juniorenmeister im Ringen und 1966 Mitglied der deutschen Nationalmannschaft